# The Comic Strip
The Comic Strip is een groep Engelse cabaretiers die bekendheid kreeg door hun televisieserie The Comic Strip Presents.... De kern van het collectief wordt gevormd door Adrian Edmondson, Dawn French, Rik Mayall, Nigel Planer, Peter Richardson en Jennifer Saunders. Keith Allen, Robbie Coltrane en Alexei Sayle werkten regelmatig mee. De leden van The Comic Strip zijn in Nederland beter bekend door andere comedyprojecten, zoals The Young Ones, Bottom en French and Saunders.

## Theater
De meeste leden van The Comic Strip werkten eerst bij The Comedy Store in Londen. Later spelen zij in de door Peter Richardson geopende club, die de naam The Comic Strip had. De voorstellingen die ze daar gaven waren samengesteld uit drie dubbeloptredens: Mayall en Edmondson ("The Dangerous Brothers"), Planer en Richardson ("The Outer Limits") en French en Saunders ("French and Saunders"). De show werd snel populair in Londen en Jeremy Isaacs, hoofd van de nieuw te starten televisiezender Channel 4, toonde interesse. Peter Richardson onderhandelde namens The Comic Strip en sloot een contract voor zes films van een half uur. Hierin traden de leden op als comedyacteurs in plaats van 'stand-upcomedians'. Ongeveer gelijktijdig werden Edmondson, Mayall, Planer en Sayle gecontracteerd door de BBC voor The Young Ones.

## Televisie
The Comic Strip Presents... werd op 2 november 1982 voor het eerst uitgezonden tijdens de openingsavond van Channel 4. De korte films waren vooral persiflages op bekende genres waardoor ze al snel de reputatie kregen tegendraadse humor te maken. Een aantal afleveringen is te typeren als mockumentary (nepdocumentaire), een stijlvorm die voor die tijd nog niet vaak was toegepast. De zesde en laatste aflevering van de eerste serie was een persiflage op een talkshow, getiteld Back to Normal with Eddie Monsoon. Deze aflevering is echter nooit in productie genomen omdat ze te vulgair werd bevonden. Het script, dat het resultaat was van samenwerking van de hele cast (uniek voor The Comic Strip), werd later wel in boekvorm uitgegeven.
In de tweede reeks, die in het televisieseizoen 1983-1984 werd uitgezonden, was een aflevering opgenomen met de titel Eddie Monsoon - A Life?, een mockumentary over het leven van Eddie Monsoon. Eddie Monsoon is een obscene, dronken televisiepresentator, gespeeld door Adrian Edmondson (de naam van het personage is een verbastering van zijn achternaam). Zijn comeback op televisie met de show "Back to Normal with Eddie Monsoon" is mislukt omdat hij dermate grove taal bezigde dat de producer besloten heeft de show niet uit te zenden. Dit doorbreken van de vierde wand is een stijlvorm die The Comic Strip vaker hanteerde en vooral bij French and Saunders in de jaren daarna veelvuldig terugkeert. De naam Eddie Monsoon werd later gebruikt door Jennifer Saunders voor het hoofdpersonage in de comedy Absolutely Fabulous als eerbetoon aan Adrian Edmondson, die toen inmiddels haar echtgenoot was.
In de daaropvolgende vier jaar maakte de groep twee films, The Supergrass (1985) en Eat The Rich (1987), en werden drie losse afleveringen (specials) uitgezonden. De eerste, The Bullshitters, werd niet onder de naam van The Comic Strip uitgezonden. Deels omdat van de kern alleen Richardson erin meespeelt en deels omdat de coauteur Keith Allen liever niet met The Comic Strip geassocieerd wilde worden.
De derde reeks werd uitgezonden in 1988 en sommige van de afleveringen in dit seizoen zijn vijftig in plaats van dertig minuten lang. De aflevering The Strike won een Gouden Roos bij het festival in Montreux. Inmiddels was The Comic Strip Presents... uitgegroeid tot culthit en stonden bekende Britse acteurs in de rij om gastrollen te mogen spelen.
In 1990 verhuisde het programma van Channel 4 naar BBC2. Rik Mayall, die contractuele verplichtingen bij ITV had, was niet in staat aan de vierde serie deel te nemen. Er werden dat jaar zes nieuwe afleveringen opgenomen. In 1992 volgden drie specials en een complete, vijfde reeks in 1993.

## Comeback
In 1998 kwam het originele team nog eens bij elkaar en nam opnieuw voor Channel 4 een special op, getiteld Four Men In A Car. Het vervolg Four Men In A Plane van twee jaar later werd door het publiek niet erg enthousiast ontvangen.
Nieuwe herenigingen zijn niet uitgesloten, maar zijn moeilijker te realiseren doordat de leden carrières hebben opgebouwd die min of meer los van The Comic Strip staan. Het is ironisch dat de drijvende kracht achter het collectief, Peter Richardson, de minste bekendheid geniet bij het grote publiek. Hij werkt vooral als schrijver en regisseur achter de schermen.

## Overzicht
| #                 | Aflevering                                     | Schrijver(s)                                   | Regisseur                      |
| ----------------- | ---------------------------------------------- | ---------------------------------------------- | ------------------------------ |
| Reeks 1 (1982-83) |                                                |                                                |                                |
| 1.1               | Five Go Mad in Dorset                          | Peter Richardson, Pete Richens                 | Bob Spiers                     |
| 1.2               | War                                            | Peter Richardson, Pete Richens                 | Bob Spiers                     |
| 1.3               | The Beat Generation                            | Peter Richardson, Pete Richens                 | Bob Spiers                     |
| 1.4               | Bad News Tour                                  | Adrian Edmondson                               | Sandy Johnson                  |
| 1.5               | Summer School                                  | Dawn French                                    | Sandy Johnson                  |
| Reeks 2 (1983-84) |                                                |                                                |                                |
| 2.1               | Five Go Mad on Mescalin                        | Peter Richardson, Pete Richens                 | Bob Spiers                     |
| 2.2               | Dirty Movie                                    | Adrian Edmondson, Rik Mayall                   | Sandy Johnson                  |
| 2.3               | Susie                                          | Peter Richardson, Pete Richens                 | Bob Spiers                     |
| 2.4               | A Fistful of Travellers' Cheques               | Rik Mayall, Peter Richardson, Pete Richens     | Bob Spiers                     |
| 2.5               | Gino: Full Story and Pics                      | Peter Richardson, Pete Richens                 | Bob Spiers                     |
| 2.6               | Eddie Monsoon - A Life?                        | Adrian Edmondson                               | Sandy Johnson                  |
| 2.7               | Slags                                          | Jennifer Saunders                              | Sandy Johnson                  |
| Special (1984)    |                                                |                                                |                                |
|                   | The Bullshitters: Roll out the Gunbarrel       | Peter Richardson, Keith Allen                  | Stephen Frears                 |
| Film (1985)       |                                                |                                                |                                |
|                   | The Supergrass                                 | Peter Richardson, Pete Richens                 | Peter Richardson               |
| Specials (1986)   |                                                |                                                |                                |
|                   | Consuela, or The New Mrs Saunders              | Dawn French, Jennifer Saunders                 | Stephen Frears                 |
|                   | Private Enterprise                             | Adrian Edmondson                               | Adrian Edmondson               |
| Film (1987)       |                                                |                                                |                                |
|                   | Eat the Rich                                   | Peter Richardson, Pete Richens                 | Peter Richardson               |
| Reeks 3 (1988)    |                                                |                                                |                                |
| 3.1               | The Strike                                     | Peter Richardson, Pete Richens                 | Peter Richardson, Pete Richens |
| 3.2               | More Bad News                                  | Adrian Edmondson                               | Adrian Edmondson               |
| 3.3               | Mr Jolly Lives Next Door                       | Adrian Edmondson, Rik Mayall, Rowland Rivron   | Stephen Frears                 |
| 3.4               | The Yob                                        | Keith Allen, Daniel Peacock                    | Ian Emes                       |
| 3.5               | Didn't You Kill My Brother?                    | Alexei Sayle, David Stafford, Pauline Melville | Bob Spiers                     |
| 3.6               | Funseekers                                     | Nigel Planer, Doug Lucie                       | Baz Taylor                     |
| Reeks 4 (1990)    |                                                |                                                |                                |
| 4.1               | South Atlantic Raiders                         | Peter Richardson, Pete Richens                 | Peter Richardson               |
| 4.2               | South Atlantic Raiders: Argie Bargie!          | Peter Richardson, Pete Richens                 | Peter Richardson               |
| 4.3               | GLC: the Carnage Continues...                  | Peter Richardson, Pete Richens                 | Peter Richardson               |
| 4.4               | Oxford                                         | Peter Richardson, Pete Richens                 | Peter Richardson               |
| 4.5               | Spaghetti Hoops                                | Peter Richardson, Pete Richens                 | Peter Richardson               |
| 4.6               | Les Dogs                                       | Peter Richardson, Pete Richens                 | Peter Richardson               |
| Specials (1992)   |                                                |                                                |                                |
|                   | Red Nose of Courage                            | Peter Richardson, Pete Richens                 | Peter Richardson               |
|                   | The Crying Game                                | Peter Richardson, Keith Allen                  | Peter Richardson, Keith Allen  |
|                   | Wild Turkey                                    | Peter Richardson, Pete Richens                 | Peter Richardson               |
| Reeks 5 (1993)    |                                                |                                                |                                |
| 5.1               | Detectives on the Verge of a Nervous Breakdown | Peter Richardson, Keith Allen                  | Peter Richardson, Keith Allen  |
| 5.2               | Space Virgins from Planet Sex                  | Peter Richardson, Pete Richens                 | Peter Richardson, Keith Allen  |
| 5.3               | Queen of the Wild Frontier                     | Peter Richardson, Pete Richens                 | Peter Richardson               |
| 5.4               | Gregory: Diary of a Nutcase                    | Peter Richardson, Pete Richens                 | Peter Richardson               |
| 5.5               | Demonella                                      | Paul Bartel, Barry Dennen                      | Paul Bartel                    |
| 5.6               | Jealousy                                       | Robbie Coltrane, Morag Fullarton               | Robbie Coltrane                |
| Special (1998)    |                                                |                                                |                                |
|                   | Four Men in a Car                              | Peter Richardson, Pete Richens                 | Peter Richardson               |
| Special (2000)    |                                                |                                                |                                |
|                   | Four Men in a Plane                            | Peter Richardson, Pete Richens                 | Peter Richardson               |